# Премия журнала Empire лучшему герою
Кинопремия «Империя» лучшему герою вручаемая в рамках Кинопремии «Империя» организованный британским киножурналом Empire.

## Победители

### 2010-е
| Год       | Победитель                      | Ссыл. |
| --------- | ------------------------------- | ----- |
| 2010 15-я | Джуд Лоу                        | [ 1 ] |
| 2011 16-я | Кира Найтли                     | [ 2 ] |
| 2012 17-я | Майкл Фассбендер                | [ 3 ] |
| 2013 18-я | Дэниэл Рэдклифф                 | [ 4 ] |
| 2014 19-я | Саймон Пегг                     | [ 5 ] |
| 2015 20-я | Актерский состав Игры престолов | [ 6 ] |
| 2016 21-я | Стэнли Туччи                    | [ 7 ] |
| 2017 22-я | Том Хиддлстон                   | [ 8 ] |

## Примечание
1. ↑  The Jameson Empire Awards 2010 - Empire Hero Award. Empireonline.com. Bauer Consumer Media (2010). Дата обращения: 15 сентября 2014. Архивировано 6 октября 2014 года.
2. ↑  Previous winners - 2011. Empireonline.com. Bauer Consumer Media (2012). Дата обращения: 15 сентября 2014. Архивировано 7 октября 2014 года.
3. ↑  The Jameson Empire Awards 2012 - Empire Hero Award. Empireonline.com. Bauer Consumer Media (2012). Дата обращения: 15 сентября 2014. Архивировано 6 октября 2014 года.
4. ↑  The Jameson Empire Awards 2013 - Empire Hero Award. Empireonline.com. Bauer Consumer Media (2013). Дата обращения: 15 сентября 2014. Архивировано 14 октября 2013 года.
5. ↑  The Jameson Empire Awards 2014 - Empire Hero Award. Empireonline.com. Bauer Consumer Media (2014). Дата обращения: 15 сентября 2014. Архивировано 19 августа 2014 года.
6. ↑  The Jameson Empire Awards 2015 - Empire Hero Award. Empireonline.com. Bauer Consumer Media (2015). Дата обращения: 1 апреля 2015. Архивировано из оригинала 14 июля 2015 года.
7. ↑  Daisy Ridley and John Boyega triumph at Empire Film Awards. Evening Standard (англ.). 20 марта 2016. Архивировано 25 января 2021. Дата обращения: 1 июня 2020.
8. ↑  Nugent, John. Three Empire Awards 2017 Live Blog (англ.). Empire. Дата обращения: 19 марта 2017. Архивировано 20 марта 2017 года.